# Navès (Spanyolország)
Navès település Spanyolországban, Lleida tartományban. Navès Guixers, Montmajor, Sant Llorenç de Morunys, Capolat, L’Espunyola, Cardona, Clariana de Cardener, Olius, Lladurs és Odèn községekkel határos. Lakosainak száma 300 fő (2024).

## Népesség
A település népessége az utóbbi években az alábbiak szerint változott:
| Lakosok száma | 389  | 1176 | 937  | 774  | 301  | 272  | 266  | 280  | 280  | 300  |
|               | 1717 | 1887 | 1936 | 1960 | 1986 | 2004 | 2009 | 2014 | 2019 | 2024 |